# کنسپسیون (تگزاس)
کنسپسیون، تگزاس(به انگلیسی: Concepcion, Texas) شهری در ایالت تگزاس از ایالات جنوبی ایالات متحده آمریکا است. در سرشماری سال ۲۰۰۰، جمعیت این شهر ۶۱ نفر اعلام شد.